# لامپ گوگردی
لامپ گوگردی یک سیستم روشنایی بدون الکترود بسیار کارآمد با طیف کامل است که نور آن توسط پلاسمای گوگردی که توسط تشعشعات مایکروویو برانگیخته شده‌است تولید می‌شود. آنها نوع خاصی از لامپ‌های پلاسما و یکی از مدرن‌ترین آنها هستند. این فناوری در اوایل دهه ۱۹۹۰ به وجود آمد، اما اگرچه در ابتدا بسیار امیدوارکننده به نظر می‌رسید، نورپردازی گوگردی یک شکست تجاری در اواخر دهه ۱۹۹۰ بود. از سال ۲۰۰۵، دوباره لامپ‌ها برای استفاده تجاری ساخته می‌شوند.

## سازوکار
لامپ گوگردی شامل یک لامپ کوارتز ذوب شده به اندازه یک توپ گلف (۳۰ میلی‌متر) می‌باشد که حاوی چند میلی‌گرم پودر گوگرد و گاز آرگون در انتهای یک دوک شیشه ای نازک است. لامپ در یک قفس توری آهنی با تشدید مایکروویو محصور شده‌است. یک مگنترون، شبیه به نمونه‌هایی که در اجاق‌های مایکروویو خانگی وجود دارد، لامپ را از طریق یک موجبر با امواج مایکروویو ۲٫۴۵ گیگاهرتز بمباران می‌کند. انرژی مایکروویو گاز را تا فشار پنج اتمسفر تحریک می‌کند که به نوبه خود گوگرد را تا درجه زیادی گرم می‌کند و پلاسمای درخشانی را تشکیل می‌دهد که ظرفیت روشن کردن یک منطقه بزرگ را دارد. از آنجایی که لامپ به میزان قابل توجهی گرم می‌شود، ممکن است فراهم کردن خنک‌کننده هوای برای جلوگیری از ذوب شدن آن باشد ضروری باشد. لامپ معمولاً در کانون یک بازتابنده سهموی قرار می‌گیرد تا تمام نور را در یک جهت هدایت کند.
تحریک گوگرد با استفاده از الکترودهای سنتی غیرممکن خواهد بود زیرا گوگرد با هر الکترود فلزی به سرعت واکنش داده و آن را از بین می‌برد. یک اختراع که انتظار دارد از الکترودهای پوشیده شده استفاده کند در چشم‌انداز آینده در زیر مورد بحث قرار گرفته‌است. عدم وجود الکترودها امکان استفاده از مواد مولد بیشتری را نسبت به لامپ‌های سنتی فراهم می‌کند.
عمر طراحی لامپ تقریباً ۶۰۰۰۰ ساعت است. عمر طراحی مگنترون توسط شرکت آلمانی/انگلیسی plasma international بهبود یافته‌است، بنابراین می‌تواند برای همان مدت دوام بیاورد.
زمان گرم شدن لامپ گوگرد، حتی در دمای پایین محیط به‌طور قابل توجهی کوتاهتر از سایر لامپ‌های تخلیه گاز است، به استثنای لامپ‌های فلورسنت. این لامپ در عرض ۲۰ ثانیه به ۸۰ درصد حداکثر شار نوری خود می‌رسد و لامپ می‌تواند تقریباً پنج دقیقه پس از قطع برق مجدداً راه اندازی شود.
نمونه اولیه لامپ‌ها ۵٫۹ کیلووات بود، با راندمان سیستم ۸۰ لومن بر وات. اولین مدل‌های تولیدی ۹۶٫۴ لومن بر وات بودند. مدل‌های بعدی قادر بودند فن خنک‌کننده را حذف کنند و کارایی نوری را تا ۱۰۰ لومن بر وات افزایش دهند.

## کیفیت نور ساطع شده
پلاسما گوگرد عمدتاً شامل مولکول‌های دایمر (S 2) می‌باشد، که از طریق انتشار مولکولی نور تولید می‌کند. برخلاف انتشار اتمی، طیف انتشار در سراسر طیف مرئی پیوسته‌است. ۷۳ درصد از تابش ساطع شده در طیف مرئی است، مقدار کمی در محدوده فروسرخ و کمتر از ۱ درصد در محدوده ماوراء بنفش است.
خروجی طیفی در ۵۱۰ نانومتر به اوج می‌رسد و به نور، رنگ سبز می‌دهد. دمای رنگ همبسته حدود ۶۰۰۰ کلوین با CRI 79 است. نور لامپ را می‌توان تا ۱۵٪ کاهش داد بدون اینکه بر کیفیت نور تأثیر بگذارد.
می توان از فیلتر سرخابی استفاده کرد تا به نور حس گرمتری بدهد. چنین فیلتری بر روی لامپ‌های موزه ملی هوا و فضا در واشینگتن دی سی استفاده شده بود
افزودن سایر مواد شیمیایی به لامپ ممکن است بازتاب رنگ را بهبود بخشد. لامپ‌های گوگردی با کلسیم برومید (CaBr 2) اضافه شده، طیف مشابهی به‌علاوه یک سنبله در طول موج‌های قرمز در ۶۲۵ نانومتر تولید می‌کنند. می‌توان از سایر افزودنی‌ها مانند لیتیوم یدید (LiI) و سدیم یدید (NaI) برای اصلاح طیف خروجی استفاده کرد.

## تاریخچه
این فناوری توسط مهندس مایکل آوری، فیزیکدان چارلز وود و همکارانشان در سال ۱۹۹۰ طراحی شد. با پشتیبانی وزارت انرژی ایالات متحده، در سال ۱۹۹۴ توسط شرکت Fusion Lighting در راک‌ویل مریلند، که یک شاخه فرعی از بخش Fusion UV از Fusion Systems Corporation است، بیشتر توسعه یافت. منشأ آن در منابع نور تخلیه مایکروویو است که برای پخت فرابنفش در صنایع نیمه هادی و چاپ استفاده می‌شود. بخش Fusion UV بعداً به Spectris plc فروخته شد و بقیه سیستم‌های ذوب بعداً توسط Eaton Corporation خریداری شد.
تنها دو مدل تولیدی، هر دو با مشخصات مشابه توسعه یافتند: Solar 1000 در سال ۱۹۹۴ و Light Drive 1000 در سال ۱۹۹۷، که نسخه اصلاح شده از مدل قبلی بود.
تولید این لامپ‌ها در سال ۱۹۹۸ به پایان رسید. شرکت Fusion Lighting در فوریه ۲۰۰۳ پس از مصرف حدود ۹۰ میلیون دلار سرمایه در سرمایه‌گذاری ریسکی، مکان Rockville, MD خود را تعطیل کرد. مجوز ثبت اختراع آنها به گروه LG داده شد. بایگانی اینترنت یک کپی از وب سایت منحل شده Fusion Lighting دارد. لامپ‌های آنها در بیش از صد مرکز در سراسر جهان نصب شده بود، اما بسیاری از آنها قبلاً حذف شده‌اند.
در سال ۲۰۰۱، شرکت Ningbo Youhe New Lighting Source Co، در نینگبو چین، نسخه ای از لامپ گوگردی خود را تولید کرد. وب سایت این شرکت دیگر فعال نیست و ممکن است از کار افتاده باشد، اما اطلاعات مربوط به این لامپ‌ها از نسخه آرشیو شده آن در آرشیو اینترنت موجود است.
در سال ۲۰۰۶، شرکت ال جی الکترونیکس تولید لامپ‌های گوگردی خود به نام سیستم نورپردازی پلاسما (PLS) را آغاز کرد.
لامپ‌های گوگردی در دهه ۲۰۱۰ با نام Wasp 1000 توسط Hive Lighting تولید می‌شدند. می‌توان آن را با قفسه ای که لامپ شیشه ای را احاطه کرده‌است شناسایی کرد. بعداً تولید آن متوقف شد.

## تداخل الکترومغناطیسی
مگنترون‌های داخل این لامپ‌ها ممکن است باعث تداخل الکترومغناطیسی در طیف بی‌سیم ۲٫۴ گیگاهرتز شوند، که توسط وای-فای، تلفن‌های بی‌سیم و رادیو ماهواره ای در آمریکای شمالی استفاده می‌شود. رادیوهای ماهواره ای سیریوس و XM از ترس تداخل در پخش خود، از کمیسیون ارتباطات فدرال ایالات متحده (FCC) درخواست کردند تا شرکت Fusion Lighting را مجبور کند تا انتشارات الکترومغناطیسی لامپ‌های خود را تا ۹۹٫۹٪ کاهش دهد. در سال ۲۰۰۱، شرکت Fusion Lighting پذیرفت که محافظ فلزی در اطراف لامپ‌های خود نصب کند تا انتشارات الکترومغناطیسی را تا ۹۵ درصد کاهش دهد.
در مه ۲۰۰۳، کمیسیون فدرال ارتباطات ایالات متحده آمریکا روندی را خاتمه داد که محدودیت‌های انتشار خارج از باند را برای چراغ‌های فرکانس رادیویی که در ۲٫۴۵ گیگاهرتز کار می‌کردند تعریف می‌کرد. آنها اعتقاد داشتند که سابقه این روند منسوخ شده‌است و Fusion Lighting کار بر روی چنین لامپ‌هایی را متوقف کرده‌است. دستور به نتیجه رسید:

## مسائل زیست‌محیطی
برخلاف لامپ‌های فلورسنت و تخلیه با شدت بالا، لامپ‌های گوگردی فاقد جیوه هستند. بنابراین، لامپ‌های گوگردی نه تهدیدی برای محیط زیست ایجاد می‌کنند و نه نیاز به دفع خاصی دارند. علاوه بر این، استفاده از لامپ‌های گوگردی پتانسیل این را دارد که کل انرژی مورد نیاز برای روشنایی را کاهش دهد.

## سیستم‌های توزیع نور
از آنجایی که مقدار نور تولید شده از یک لامپ بسیار زیاد است، معمولاً لازم است نور در مناطق دور از لامپ توزیع شود. رایج‌ترین روش مورد استفاده لوله‌های نور است.

### لوله‌های نور

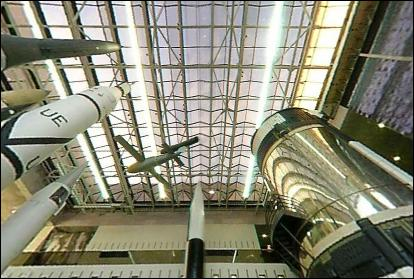
لامپ‌های گوگردی با لوله‌های نور در سقف موزه هوا و فضای ایالات متحده در واشینگتن دی سی

لوله نور 3M یک استوانه دراز، شفاف و توخالی با سطح منشوری است که توسط شرکت 3M ساخته شده‌است که نور را به‌طور یکنواخت در طول آن توزیع می‌کند. طول لوله‌های نور می‌تواند تا ۴۰ متر (۱۳۰ فوت) باشد و در محل از واحدهای کوتاه‌تر و مدولار مونتاژ می‌شوند. لوله نور به بازتابنده سهموی لامپ گوگرد متصل می‌شود. برای لوله‌های کوتاه‌تر، یک آینه در انتهای دیگر وجود دارد. برای لامپ‌های طولانی‌تر، یک لامپ در هر انتها وجود دارد. ظاهر کلی یک لوله نور شبیه به یک لوله فلورسنت غول پیکر است. یک لامپ گوگرد با لوله نور می‌تواند جایگزین ده‌ها لامپ HID شود. در موزه ملی هوا و فضا، سه لامپ، هر کدام با لوله ای به طول ۲۷ متر (۸۹ فوت)، جایگزین ۹۴ لامپ HID شدند و در عین حال میزان نور منتشر شده را به شدت افزایش داد.
کاهش بسیار زیاد لامپ‌ها ممکن است تعمیر و نگهداری را ساده کرده و هزینه‌های نصب را کاهش دهد، اما ممکن است به یک سیستم پشتیبان برای مناطقی که روشنایی در آنها حیاتی است نیز نیاز داشته باشد. لوله‌های نور این امکان را به لامپ می‌دهند تا برای تعمیر و نگهداری، در محلی که به راحتی در دسترس است قرار گیرد و از مکان‌هایی که گرمای لامپ ممکن است مشکل ساز باشد، دور باشد.

### بازتابنده‌های ثانویه
بازتابنده ثانویه ساختاری با سطح آینه ای است که مستقیماً در مسیر پرتو نور هنگام خروج از بازتابنده اولیه سهموی لامپ قرار می‌گیرد. یک بازتابنده ثانویه می‌تواند هندسه پیچیده‌ای داشته باشد که به آن این امکان را می‌دهد که نور را شکسته و به جایی که می‌خواهد هدایت کند. همچنین می‌تواند نور را روی یک شی متمرکز کند یا آن را برای روشنایی عمومی پخش کند.
در فرودگاه Sundsvall-Härnösand در نزدیکی Sundsvall سوئد، روشنایی باند فرودگاه توسط لامپ‌های گوگردی نصب شده بر روی برج‌هایی با ارتفاع ۳۰ متر تأمین می‌شود. لامپ‌ها به سمت بالا هدایت می‌شوند و نور خود را به بازتابنده‌های ثانویه بال‌شکل می‌تابانند که نور را به بیرون پخش کرده و به سمت پایین هدایت می‌کنند. به این ترتیب یک لامپ می‌تواند منطقه ای را به ابعاد ۳۰ در ۸۰ متر (۱۰۰ در ۲۶۰ فوت) روشن کند.
در دفتر مرکزی DONG Energy، یک شرکت انرژی در دانمارک، یک لامپ گوگردی نور خود را بر روی تعداد زیادی بازتابنده و پخش‌کنندهٔ آینه ای هدایت می‌کند تا سالن ورودی و همچنین چندین مجسمه در خارج از ساختمان را روشن کند.
در ورودی بیمارستان دانشگاه در لوند سوئد، بازتابنده‌های ثانویه روی سقف با لایه‌های انعکاسی پوشیده شده‌اند، اما به گونه‌ای شکل داده شده‌اند که از هرگونه تابش خیره‌کننده ای جلوگیری می‌کنند. علاوه بر این، از آنجایی که این لایه‌ها دارای ساختار سطحی میکرو منشوری هستند که پرتوها را می‌شکافد، ریسک مشکلات تابش نور خیره کننده به میزان بیشتری کاهش می‌یابد. اینکه بازتابنده‌ها منبع نور را از چشم هر کسی که به‌طور اتفاقی به آنها نگاه می‌کند دور می‌کند، به از بین بردن بیشتر مشکلات تابش خیره کننده کمک می‌کند.

### نور غیر مستقیم
وسایل غیر مستقیم بیشتر شار نوری خود را به سمت سقف هدایت می‌کنند. یک سقف بسیار بازتابنده می‌تواند به عنوان منبع ثانویه برای نورپردازی پراکنده، با درحشندگی کم و کیفیت بصری بالا برای فضاهای داخلی باشد. مزیت اصلی نورپردازی غیرمستقیم، امکان کاهش قابل ملاحظه پتانسیل تابش نور خیره کننده و حذف کامل مشاهده مستقیم منبع است.
در ساختمان دفتر مرکزی منطقه شهری ساکرامنتو (SMUD)، دو لامپ گوگردی در بالای کیوسک‌های ایستاده نصب شده بود. سقف ۴٫۲ متری (۱۳ فوت و ۹ اینچ) با بازتاب بالا (۹۰٪)، توسط سقف کاذب سفید عایق صوتی مقاوم‌سازی شد. لامپ‌ها نور خود را به سمت بالا هدایت می‌کنند و نور غیر مستقیم از سقف منعکس می‌شود. می‌توان با انتخاب عناصر بازتابنده مختلف الگوهای پرتوهای باریک، متوسط یا عریض را ایجاد کرد.

### نورپردازی مستقیم

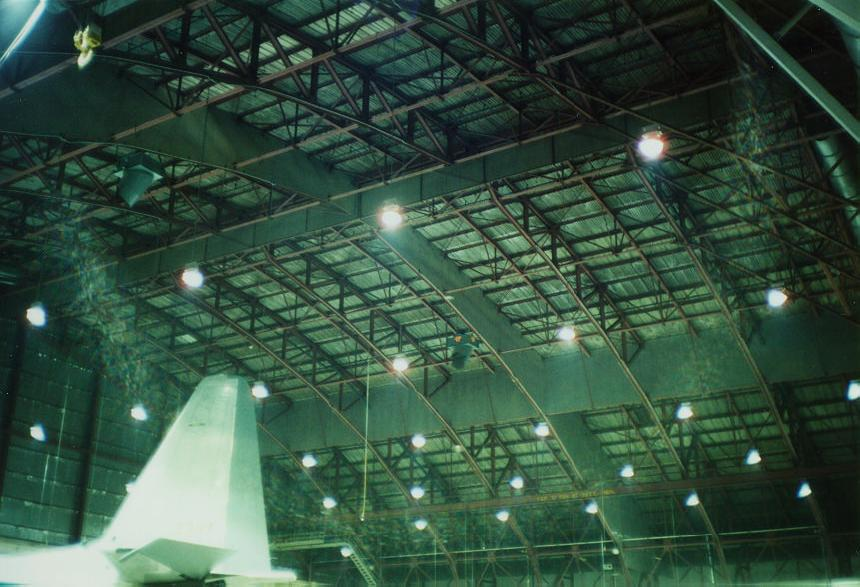
چراغ‌های پایین AFB Hill

لوله‌های نور در کاربردهایی مانند نورپردازی استادیوم، که در آن می‌توان یک وسیله ساده را به اندازه‌ای بالا نصب کرد که نور بتواند در یک منطقه بزرگ پخش شود، ضروری نیست. تأسیسات در پایگاه نیروی هوایی هیل شامل لامپ‌هایی با لوله‌های نور و همچنین وسایل نور پایین است که در بالای آشیانه هواپیما نصب شده‌اند.

### فیبرهای نوری
فیبرهای نوری به عنوان یک سیستم توزیع برای لامپ‌های گوگردی مورد مطالعه قرار گرفته‌اند، اما هیچ سیستم عملی تاکنون تجاری سازی نشده‌است.

## استفاده‌های دیگر
از لامپ‌های گوگردی می‌توان به عنوان منبع نور در ابزارهای علمی استفاده کرد.

## چشم‌انداز آینده
ساخت یک منبع مایکروویو مقرون به صرفه، کارآمد و با عمر طولانی یک مانع فنی برای کاهش هزینه و موفقیت تجاری است. نمونه‌های اولیه لامپ‌ها فقط با توان بالا (۱۰۰۰+ وات) موجود بودند، که مانع پذیرش آنها در کاربردهایی شد که نیازهای نور خروجی زیاد نبود. لامپ گوگردی در مورد عمر مگنترون و موتوری که لامپ را می‌چرخاند و صدای فن خنک‌کننده مشکل دارد. از آنجایی که بیشتر لامپ‌های گوگردی دارای قطعات متحرک هستند، اعتبار همچنان یک مسئله حیاتی است، و نگهداری سیستم ممکن است مانع پذیرش بازار شود، با این حال لامپ‌های با طراحی جدیدتر که دیگر نیازی به خنک‌کننده فعال ندارند، به صورت تجاری موجود هستند. محققان در رفع نیاز به چرخش لامپ با استفاده از مایکروویوهای قطبی دایره‌ای برای چرخاندن ترشحات پلاسما به جای آن موفقیت‌هایی کسب کرده‌اند. آزمایش‌های دیگر از یدید سدیم، اسکاندیم یدید، ایندیم monobromide (InBr), یا تلوریوم به عنوان وسیله تولید نور استفاده کرده‌اند.

## تأسیسات برجسته
بسیاری از راه اندازی‌های لامپ‌ها فقط برای اهداف آزمایشی بوده‌اند، اما مکان‌هایی باقی مانده‌اند که لامپ‌ها به عنوان منبع روشنایی اصلی استفاده می‌شوند. شاید قابل مشاهده‌ترین آنها دهلیزهای شیشه ای در موزه ملی هوا و فضا باشد.